# Ivoševci
Ivoševci su naselje Općine Kistanje u Šibensko-kninskoj županiji.

## Zemljopis
Nalaze se 8,5 kilometara sjeveroistočno od Kistanja.

## Povijest
Ivoševci su se od 1991. do 1995. godine nalazili pod srpskom okupacijom.

## Stanovništvo
Prema popisu iz 2011. naselje je imalo 360 stanovnika.
| broj stanovnika | 1086  | 1049  | 1067  | 1177  | 1420  | 1480  | 1705  | 1585  | 1721  | 1672  | 1496  | 1321  | 1085  | 977   | 359   | 360   | 251   |
|                 | 1857. | 1869. | 1880. | 1890. | 1900. | 1910. | 1921. | 1931. | 1948. | 1953. | 1961. | 1971. | 1981. | 1991. | 2001. | 2011. | 2021. |

## Znamenitosti
- Burnum, rimski vojni logor i naselje